# Ридель, Клаус
Клаус Ридель (нем. Klaus Erhard Riedel; 2 августа 1907 — 4 августа 1944) — немецкий пионер ракетной техники. Принимал участие во многих ранних экспериментах с ракетами на жидком топливе, работал над созданием баллистической ракеты Фау-2 (V-2) в Пенемюнде.

## Биография
Родился в Вильгельмсхафене в семье морского офицера. Его мать умерла, когда ему было двенадцать лет, отец умер два года спустя. Воспитывался бабушкой.
Учился на механика в Техническом университете Берлина и одновременно работал. После прослушивания в Берлине публичной лекции по ракетной технике Рудольфа Небеля от имени любительского общества Verein für Raumschiffahrt (VfR, Общество межпланетных сообщений) сразу присоединился к группе. Предоставил ферму своей семьи для использования в качестве испытательного полигона.
После расформирования VfR в 1933 году, Ридель был приглашен Вернером фон Брауном присоединиться к нему в военной ракетной программе. Он согласился и работал с Пенемюнде, когда команда переехала туда. Был руководителем испытательной лаборатории и занимался, в основном, разработкой мобильной вспомогательного оборудования для Фау-2.
Погиб в автомобильной аварии через два дня после своего тридцать седьмого дня рождения.

## Память
Существует памятник и небольшой музей Клауса Риделя, в 1970 году кратер на Луне назван в его честь и в честь Вальтера Риделя.